# Kick Ahead
Le Kick Ahead est un ordre de manœuvre particulière utilisé à bord des navires. Littéralement, cela veut dire « un petit coup en avant ».

## Principe du Kick Ahead
Manœuvrer un navire consiste à contrôler son mouvement, que ce soit pour le maintenir dans une certaine position, lui faire conserver son cap ou le faire évoluer ; et cela dans un environnement et des conditions météorologiques différents. Les qualités manœuvrières d'un navire sont :
- la stabilité directionnelle ;
- la maniabilité ;
- la capacité à s'arrêter rapidement.

Lors d'une manœuvre, le comportement d'un navire dépend de plusieurs paramètres que l'on peut répartir en trois groupes : les facteurs fixes propres au navire (forme, moyens de propulsion, hélices, gouvernails), les facteurs variables propres au navire (tirant d'eau, assiette, chargement, état de la coque), et les facteurs d'environnement extérieurs au navire (vent, vagues et courant, environnement, proximité de navire, force de Coriolis). 
Dans ce cas particulier, le Kick Ahead permet d'augmenter la giration du navire sans lui faire prendre de vitesse. Cet ordre est donné lorsque le navire est stoppé ou ayant très peu d'erre. Un tel ordre à une vitesse de plus de 5 nœuds est inutile.
Lors de la giration d'un navire en endroit restreint, le simple fait de donner de la barre vers tribord en accompagnant cet ordre de barre d'un Kick Ahead déplace le centre giratoire vers l'avant. Le navire étant pratiquement stoppé, la partie avant située devant le centre giratoire se dirige lentement vers tribord alors que tout ce qui est en arrière de ce point évolue assez rapidement vers bâbord. Il faut donc disposer de l'espace suffisant non seulement à tribord mais également vers bâbord.

## Comment procéder au Kick Ahead?

### Faire tourner un navire stoppé ou ayant très peu d'erre
Il faut procéder en trois étapes.
1. Mettre la barre toute à tribord ou bâbord toute.
2. Quand le gouvernail est en position, mettre la machine avant toute, pendant le temps nécessaire pour donner l'impulsion au navire
3. Diminuer la machine suffisamment à temps pour ne pas prendre de la vitesse ; le but recherché n'est pas de donner de la vitesse au navire, mais de le faire tourner rapidement en augmentant la pression de l'eau projetée par l'hélice vers le gouvernail.

### Négocier une courbe très prononcée sur rivière
À l'approche de la courbe on va réduire la vitesse du navire. À l'entrée de la courbe on donne de la barre dans la direction voulue, ici barre toute bâbord.
Dès que le gouvernail est en position, on donne de la machine en avant (toute ou demi).
Cette augmentation de vitesse va surtout augmenter la vitesse angulaire, mais également la vitesse du navire.
Si la vitesse augmente trop il faut rediminuer la machine, par exemple « en avant très lente ». 
Si le navire est complètement stoppé au début de cette manœuvre, le rayon de giration sera plus court car la vitesse angulaire va alors augmenter beaucoup plus vite que la vitesse du navire.